# 格朗维尔 (卡尔瓦多斯省)
格朗维尔（法語：Glanville，法語發音：[ɡlɑ̃vil] ⓘ）是法国卡尔瓦多斯省的一个市镇，属于利雪区。该市镇总面积6.43平方公里，2009年时的人口为172人。

## 人口
格朗维尔人口变化图示
| 数据来源：INSEE |